# لا مورانديري (كيبك)
لا مورانديري (بالإنجليزية: La Morandière, Quebec)‏ هي معلم جغرافي و بلدية محلية في كيبيك تقع في كندا في Abitibi Regional County Municipality. يقدر عدد سكانها بـ 233 نسمة ومساحتها 421.70 كم2 .